# Chabo (race de poule)
Pour l’article homonyme, voir Chabo (Ukraine).
La Chabo (矮鶏, tchabo) (anciennement désigné sous les noms de « Nagasaki » ou « Japonaise »), est une race de poule domestique.

## Description
Comme son nom l’indique car les caractères cha (矮, tcha, « naine ») et  bo (鶏, « poule/coq/poulet ») la chabo est une race de poule naine, utilisé en tant que race d'ornement, très répandue dans les expositions en France et en Europe; Elle se distingue des autres races par son gène « pattes courtes* », une grande crête et une queue très longue portée haute, 1/3 au-dessus de la tête, surtout chez le coq. Le port du dos est horizontal et l'allure ramassée.  La poule est très docile et bonne couveuse.
Les ailes sont tombantes, touchant le sol.
La chabo est une vraie naine, elle n'a pas d'équivalent en grande race.
- Le gène « pattes courtes » est létal à l'état homozygote, c'est-à-dire que 25 % des poussins meurent dans l'œuf et que 25 % naissent avec les pattes « normales », qu'il faut écarter de la reproduction.

### Origine
La chabo est une très ancienne race japonaise, présente en Europe depuis 1854.

### Standard officiel
- Masse idéale : Coq : 700g ; Poule : 600g
- Crête : simple (5 crétillons), tombante ou non chez la poule,
- Oreillons : rouges
- Couleur des yeux : rouge à brun-jaunâtre
- Couleur des Tarses : jaunes
- Variétés de plumage : Blanc, bleu, fauve, gris perle, noir, coucou, coucou gris perle, chocolat, froment, froment argenté, froment bleu, froment doré clair, saumon argenté, saumon doré, saumon blanc doré, saumon bleu doré, porcelaine doré, porcelaine bleu doré,  bleu caillouté blanc, noir caillouté blanc, gris perle caillouté blanc, chocolat caillouté blanc, porcelaine blanc doré, porcelaine blanc rouge, blanc à queue noire, blanc à queue bleue, fauve à queue noire, fauve à queue bleue, noir à camail doré, noir à camail doré et poitrine liserée, noir à camail argenté, noir à camail argenté et poitrine liserée, bleu à camail doré, bleu à camail doré et poitrine liserée, bleu à camail argenté, bleu à camail argenté et poitrine liserée, perdrix doré maillé, perdrix argenté maillé.
- Œufs à couver : 30 g, coquille blanche à crème.
- Diamètre des bagues : Coq : 14 mm ; Poule : 12 mm

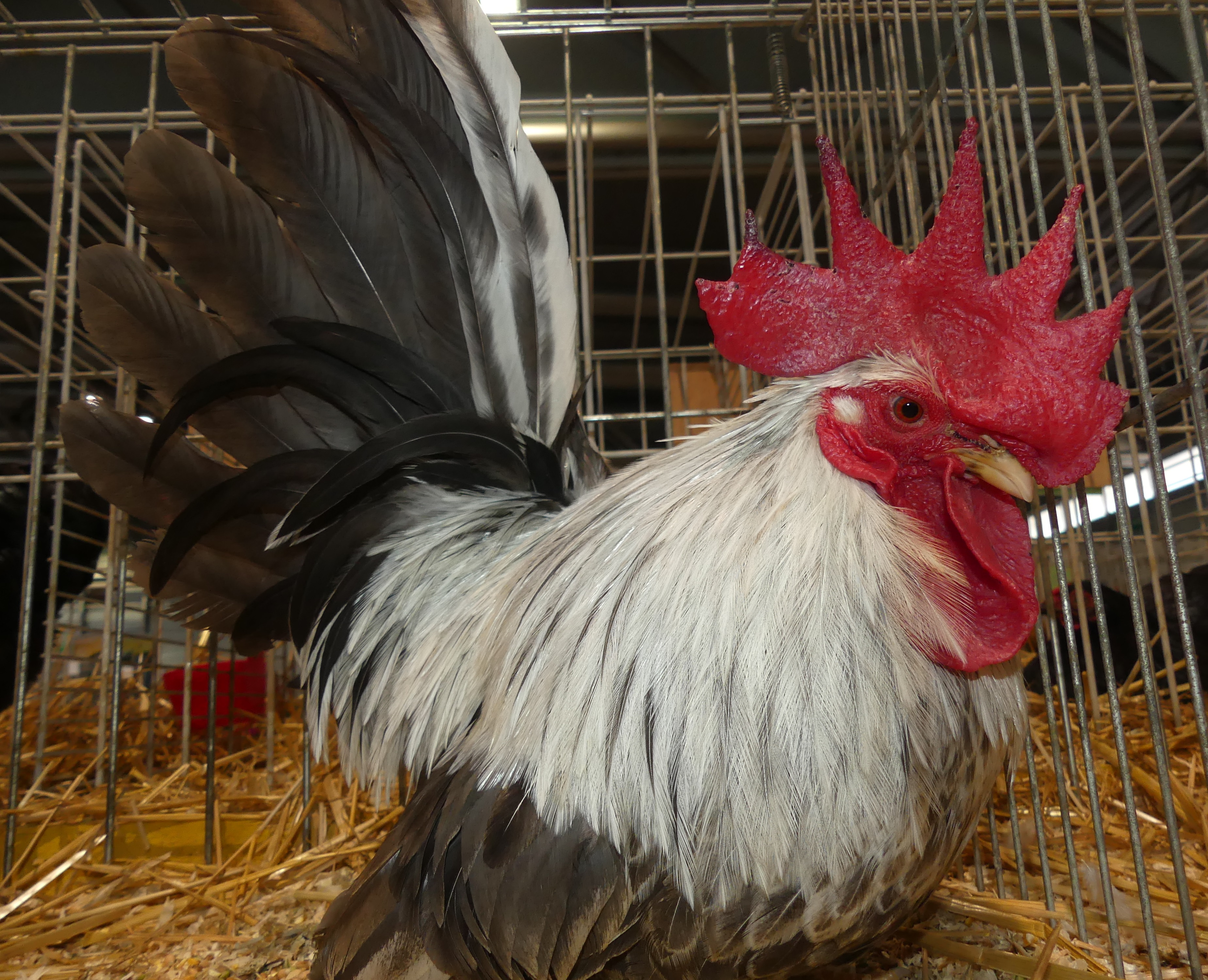
Coq Chabo bleu à camail argenté et poitrine liserée.
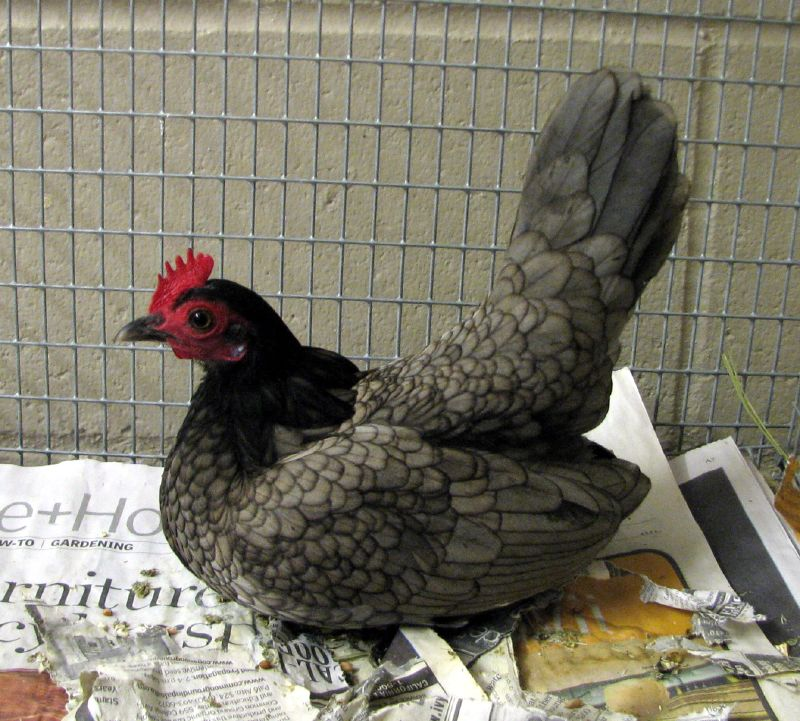
Poule Chabo bleu.
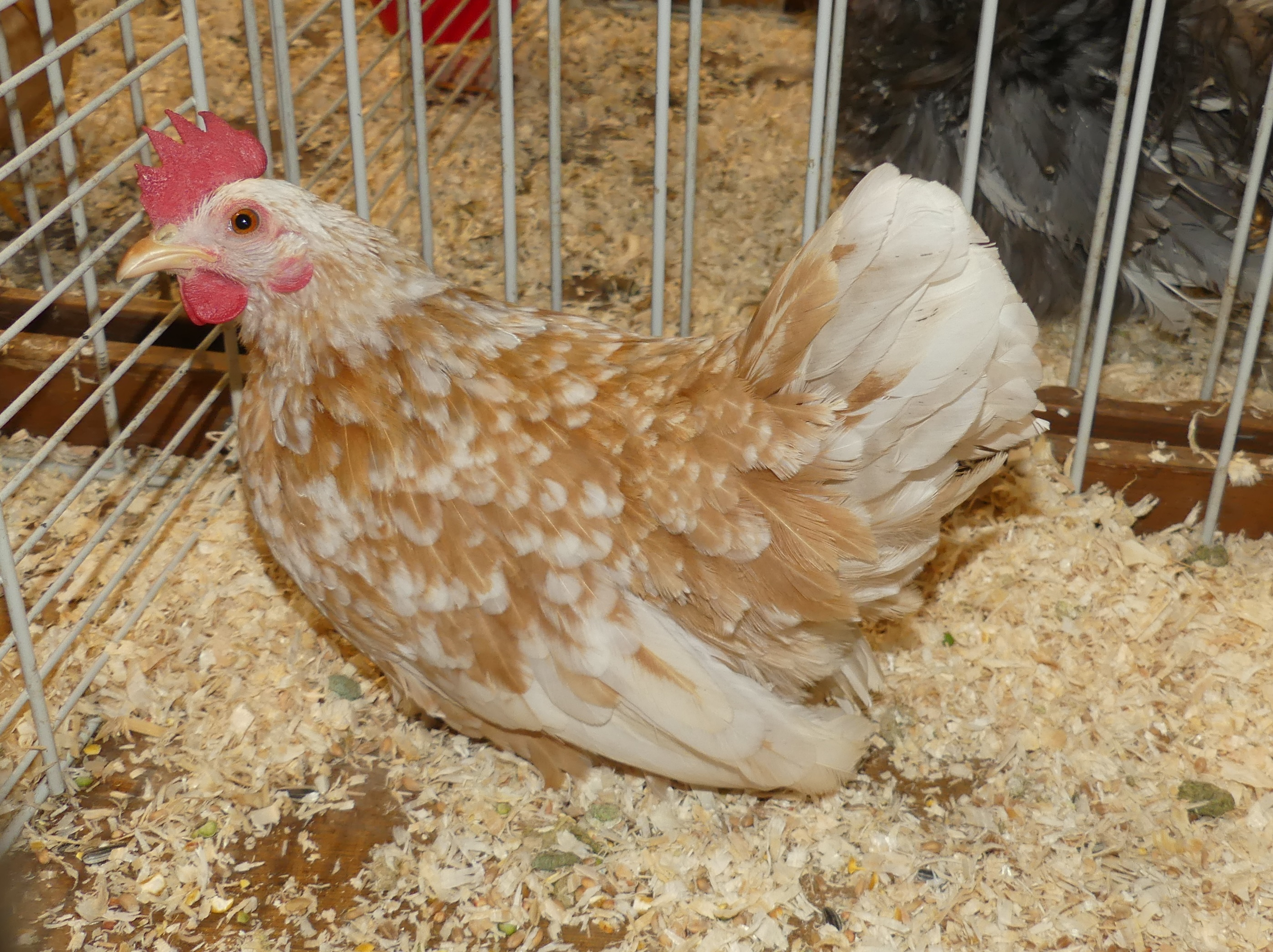
Poule Chabo à queue courte (Chabo Daruma) fauve caillouté blanc.
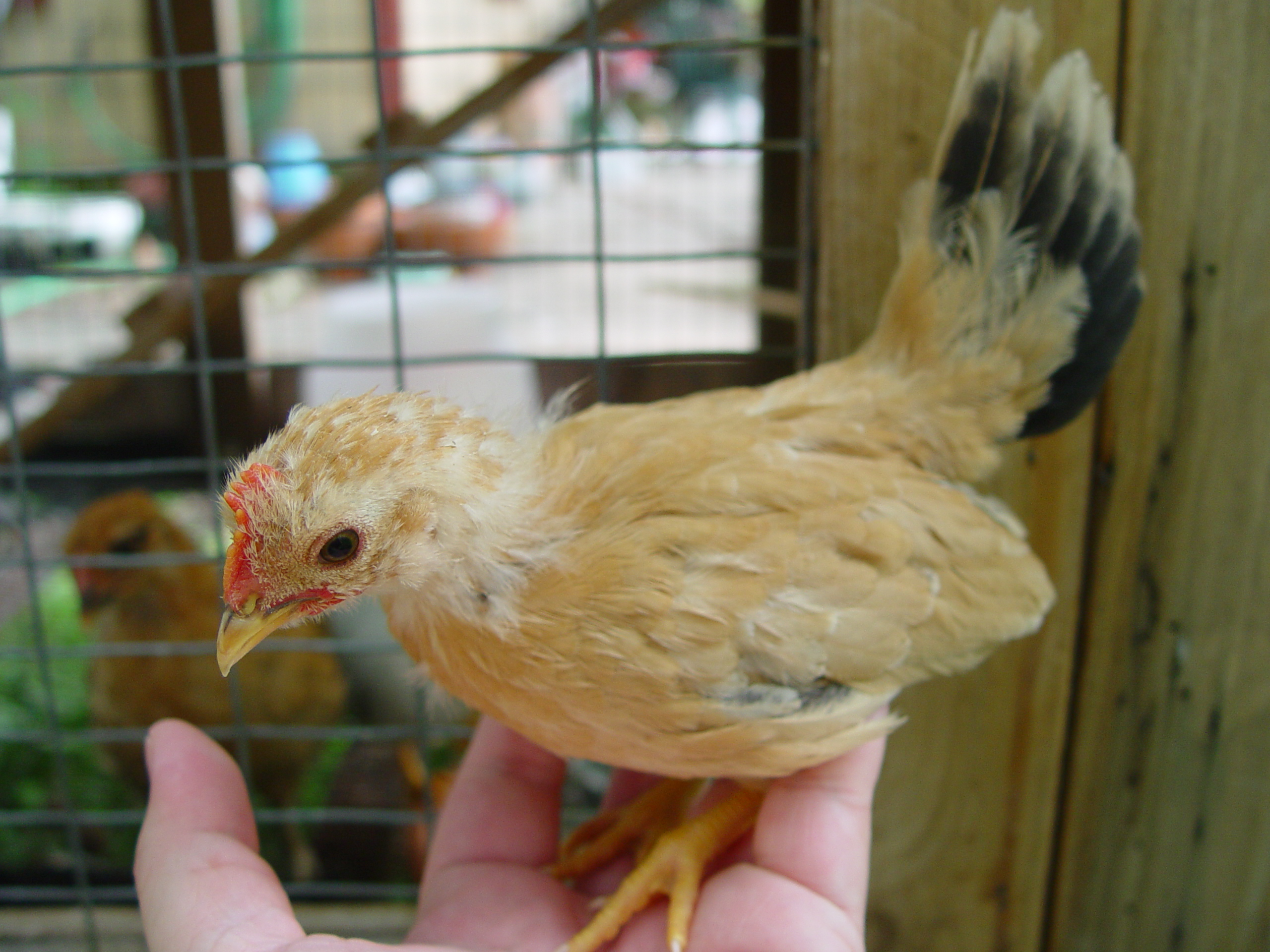
Poussin fauve à queue noire.

## Club officiel
- Bantam club français

## Sources
- Le Standard officiel des poules de races naines, édité par le BCF.